# Автошлях Т 1211
Автошля́х Т 1211 — автомобільний шлях територіального значення в Кіровоградській області. Проходить територією Знам'янського та Світловодського районів через Знам'янку — Подорожнє. Загальна довжина — 51 км.

## Маршрут
Автошлях проходить через такі населені пункти:
| Автошлях Т 1211        |            |
| Кіровоградська область |            |
| Знам'янський район     |            |
| Знам'янка              | E50E584М30 |
| Дмитрівка              |            |
|                        | Т 1215     |
| Світловодський район   |            |
| Григорівка             |            |
| Кобзарівка             |            |
| Подорожнє              | Р10        |